# Néstor Togneri
Néstor Rubén Togneri (Ciudad de San Martín, 1942. november 27. – Ciudad de San Martín, 1999. december 8.) válogatott argentin labdarúgó, hátvéd.

## Pályafutása

### Klubcsapatban
1965 és 1967 között a Platense, 1968 és 1975 között az Estudiantes, 1976-ban a Quilmes labdarúgója volt. Az Estudiantes csapatával egy argentin bajnokságot és három Copa Libertadorest nyert.

### A válogatottban
1974-ben egy alkalommal szerepelt az argentin válogatottban. Részt vett az 1974-es NSZK-beli világbajnokságon.

## Sikerei, díjai
Estudiantes
- Argentin bajnokság
  - bajnok: 1967
- Copa Libertadores
  - győztes (3): 1968, 1969, 1970
- Interkontinentális kupa
  - győztes: 1968
- Copa Interamericana
  - győztes: 1968